# Stéphane Quintal
Stéphane Quintal (né le 22 octobre 1968 à Boucherville, dans la province de Québec au Canada) est un joueur québécois de hockey sur glace à la retraite. Marié à Véronique Dea, père de Jézabel Quintal, Kenzo Quintal et Alexie Quintal.

## Carrière
Il a joué pour les Canadiens de Montréal (7 saison) à titre de défenseur après avoir été choisi au repêchage d'entrée dans la LNH 1987 par les Bruins de Boston en première ronde (14e choix).
En 2003, il est candidat pour le trophée Bill-Masterton. Il était le seul membre de l'équipe à jouer toutes les parties en 1998-1999. Quintal quitte le jeu en août 2005.
Stéphane Quintal a été le dernier joueur des Canadiens de Montréal qui a porté le numéro 5, qui a été retiré le 11 mars 2006 en l'honneur de Bernard "Boom-Boom" Geoffrion.
En dehors du Hockey, il s'est beaucoup impliqué dans divers organismes que ce soit au sein du club des petits déjeuners de Montréal ou au sein de la fondation du CHU de Ste-Justine où il visite chaque année les enfants de l'hôpital. De plus, il a été conseiller dans la populaire émission Star Académie au niveau de la forme physique des académiciens. Il a fait quelques apparitions au cinéma dont une plus marquante dans le film Les Boys.
Le 8 septembre 2014, il devient vice-président à la sécurité des joueurs de la Ligue nationale de hockey, fonction qu'il occupait par intérim depuis le printemps 2014.

## Statistiques
Pour les significations des abréviations, voir Statistiques du hockey sur glace.
| Saison     | Équipe                | Ligue      |       | Saison régulière | Saison régulière | Saison régulière | Saison régulière | Saison régulière |   | Séries éliminatoires | Séries éliminatoires | Séries éliminatoires | Séries éliminatoires | Séries éliminatoires |
| Saison     | Équipe                | Ligue      | PJ    | B                | A                | Pts              | Pun              | PJ               | B | A                    | Pts                  | Pun                  |                      |                      |
| 1985-1986  | Bisons de Granby      | LHJMQ      | 67    | 2                | 17               | 19               | 144              | -                | - | -                    | -                    | -                    |                      |                      |
| 1986-1987  | Bisons de Granby      | LHJMQ      | 67    | 13               | 41               | 54               | 178              | 8                | 0 | 9                    | 9                    | 10                   |                      |                      |
| 1987-1988  | Olympiques de Hull    | LHJMQ      | 38    | 13               | 23               | 36               | 138              | 19               | 7 | 12                   | 19                   | 30                   |                      |                      |
| 1988-1989  | Mariners du Maine     | LAH        | 16    | 4                | 10               | 14               | 28               | -                | - | -                    | -                    | -                    |                      |                      |
| 1988-1989  | Bruins de Boston      | LNH        | 26    | 0                | 1                | 1                | 29               | -                | - | -                    | -                    | -                    |                      |                      |
| 1989-1990  | Mariners du Maine     | LAH        | 37    | 4                | 16               | 20               | 27               | -                | - | -                    | -                    | -                    |                      |                      |
| 1989-1990  | Bruins de Boston      | LNH        | 38    | 2                | 2                | 4                | 22               | -                | - | -                    | -                    | -                    |                      |                      |
| 1990-1991  | Mariners du Maine     | LAH        | 23    | 1                | 5                | 6                | 30               | -                | - | -                    | -                    | -                    |                      |                      |
| 1990-1991  | Bruins de Boston      | LNH        | 45    | 2                | 6                | 8                | 89               | 3                | 0 | 1                    | 1                    | 7                    |                      |                      |
| 1991-1992  | Bruins de Boston      | LNH        | 49    | 4                | 10               | 14               | 77               | -                | - | -                    | -                    | -                    |                      |                      |
| 1991-1992  | Blues de Saint-Louis  | LNH        | 26    | 0                | 6                | 6                | 32               | 4                | 1 | 2                    | 3                    | 6                    |                      |                      |
| 1992-1993  | Blues de Saint-Louis  | LNH        | 75    | 1                | 10               | 11               | 100              | 9                | 0 | 0                    | 0                    | 8                    |                      |                      |
| 1993-1994  | Jets de Winnipeg      | LNH        | 81    | 8                | 18               | 26               | 119              | -                | - | -                    | -                    | -                    |                      |                      |
| 1994-1995  | Jets de Winnipeg      | LNH        | 43    | 6                | 17               | 23               | 78               | -                | - | -                    | -                    | -                    |                      |                      |
| 1995-1996  | Canadiens de Montréal | LNH        | 68    | 2                | 14               | 16               | 117              | 6                | 0 | 1                    | 1                    | 6                    |                      |                      |
| 1996-1997  | Canadiens de Montréal | LNH        | 71    | 7                | 15               | 22               | 100              | 5                | 0 | 1                    | 1                    | 6                    |                      |                      |
| 1997-1998  | Canadiens de Montréal | LNH        | 71    | 6                | 10               | 16               | 97               | 9                | 0 | 2                    | 2                    | 4                    |                      |                      |
| 1998-1999  | Canadiens de Montréal | LNH        | 82    | 8                | 19               | 27               | 84               | -                | - | -                    | -                    | -                    |                      |                      |
| 1999-2000  | Rangers de New York   | LNH        | 75    | 2                | 14               | 16               | 77               | -                | - | -                    | -                    | -                    |                      |                      |
| 2000-2001  | Blackhawks de Chicago | LNH        | 72    | 1                | 18               | 19               | 60               | -                | - | -                    | -                    | -                    |                      |                      |
| 2001-2002  | Canadiens de Montréal | LNH        | 75    | 6                | 10               | 16               | 87               | 12               | 1 | 3                    | 4                    | 12                   |                      |                      |
| 2002-2003  | Canadiens de Montréal | LNH        | 67    | 5                | 5                | 10               | 70               | -                | - | -                    | -                    | -                    |                      |                      |
| 2003-2004  | Canadiens de Montréal | LNH        | 73    | 3                | 5                | 8                | 82               | 4                | 0 | 0                    | 0                    | 2                    |                      |                      |
| 2004-2005  | Asiago                | Serie A    | 10    | 1                | 2                | 3                | 4                | -                | - | -                    | -                    | -                    |                      |                      |
| Totaux LNH | Totaux LNH            | Totaux LNH | 1 037 | 63               | 180              | 243              | 1 320            | 52               | 2 | 10                   | 12                   | 51                   |                      |                      |